# Čchung-wen

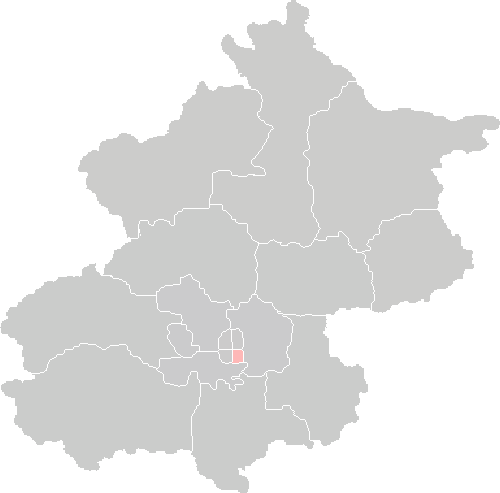
Poloha obvodu Čchung-wen na mapě Pekingu

Městský obvod Čchung-wen (čínsky v českém přepisu Čchung-wen Čchü, pchin-jinem Chóngwén Qū, znaky zjednodušené 崇文区, tradiční 崇文區) byl jeden z městských obvodů v Pekingu. Nacházel se na jihovýchod od náměstí Nebeského klidu mezi bránou Správného světla a bránou Jung-ting-men. Sousedil na severu s obvodem Tung-čcheng, do kterého byl v 1. července 2010 sloučen, na východě s obvodem Čchao-jang, na jihu s obvodem Feng-tchaj a na západě s obvodem Süan-wu, který byl v roce 2010 obdobně sloučen do obvodu Si-čcheng.
Obvod Čchung-wen měl celkovou rozlohu 14,46 čtverečního kilometru a žilo v něm zhruba 346 tisíc obyvatel. Byl součástí městského centra a mezi pamětihodnosti, které se v něm nacházely, patřil Chrám nebes.